# Cymbasoma chelemense
Cymbasoma chelemense is een eenoogkreeftjessoort uit de familie van de Monstrillidae. De wetenschappelijke naam van de soort is voor het eerst geldig gepubliceerd in 1997 door Suarez-Morales & Escamilla.